# Кохані (фільм)
«Коха́ні» («Les bien-aimés») — французький кінофільм 2011 року, знятий режисером Крістофом Оноре, з К'ярою Мастроянні і Катрін Денев у головних ролях.

## Сюжет
1964 року Мадлен, продавчиня взуття в паризькому бутіку, закохується в молодого чеського лікаря Яроміла і виходить за нього заміж. 1968 року сім'я живе в Празі з дочкою Вірою. Під час Празької весни Мадлен виявляє, що Яроміл їй зраджує. Вона готова пробачити коханого і поїхати з ним назад до Франції, але той вирішує залишитися на батьківщині. Удвох з дочкою Мадлен залишає Прагу і виходить заміж за французького жандарма, проте іноді вона продовжує зустрічатися з Яромілом. 1997 року її дочка Віра знайомиться в Лондоні з американським барабанщиком Хендерсоном. Віра закохується в нього та кидає свого давнього друга Клемана, але американець не може відповісти їй взаємністю, оскільки є гомосексуалом. Незабаром у Парижі внаслідок нещасного випадку гине Яроміл, його смерть стає серйозним ударом для Віри та Мадлен. 11 вересня 2001 року Віра летить у Нью-Йорк до Хендорсона, але через терористичну атаку застряє у Монреалі. Не зумівши досягти з коханим порозуміння, вона вчиняє самогубство. 2007 року Клеман, який так і не зміг забути Віру, відвідує в Реймсі її могилу, а потім заходить до її матері. Він застає Мадлен у депресії, вона, як і раніше, сильно переживає смерть Яроміла і загибель дочки. Разом вони їдуть до Парижа, де майже пів століття тому розпочалася історія кохання Мадлен.

## У ролях
- К'яра Мастроянні — Віра Пассер
- Катрін Денев — Мадлен
- Людівін Саньє — Мадлен в юності
- Луї Гаррель — Клеман
- Мілош Форман — Яроміл Пассер
- Пол Шнайдер — Хендерсон
- Радівойє Буквич — Яроміл в юності
- Кет Моран — роль другого плану
- Зузана Кронерова — мадам Пассер
- Павел Лішка — Карел
- Кеннет Коллар — письменник, друг Клемана
- Мішель Дельпеш — Франсуа Гуріо
- Омар Бен Селлем — Омар
- Дустін Сегура-Суарес — Матьє
- Гійом Денаїфф — Франсуа Гуріо в юності
- Клара Кусте — Віра в дитинстві
- Франсін Беур — покровителька Мадлен
- Анаїс Шетуї — продавчиня взуттєвого магазину #1
- Амелі Флотта — продавчиня взуттєвого магазину #2
- Джулія Марті — продавчиня взуттєвого магазину #3
- Жан-Шарль Кліше — перший клієнт Мадлен
- Бонні Дувошель — Віра дитина
- Коме Рера — обрубувач дерев
- Зузана Онуфракова — Младка
- Вацлав Неужил — брат Яроміла
- Пітер Хелмер — епізод
- Гевін Брокер — епізод

## Знімальна група
- Режисер — Крістоф Оноре
- Сценарист — Крістоф Оноре
- Оператор — Ремі Шеврен
- Композитор — Алекс Бопен
- Продюсер — Паскаль Кошето
- Художник — Семюель Дешорс